# Saturn Ramienskoje
Saturn Ramienskoje (ros. Футбольный клуб «Сатурн» Московская область, Futbolnyj Kłub "Saturn" Moskowskaja obłast) – rosyjski klub piłkarski z siedzibą na przedmieściach Moskwy, w miejscowości Ramienskoje, znany również pod nazwą Saturn Moskowskaja Obłast', grający obecnie w rosyjskiej drugiej dywizji.

## Dotychczasowe nazwy
- 1946—1950: Komanda zawoda Paniel Ramienskoje (ros. Команда завода «Панель» Раменское)
- 1951—1957: Krylja Sowietow Ramienskoje (ros. «Крылья Советов» Раменское)
- 1958—1959: Trud Ramienskoje (ros. «Труд» Раменское)
- 1960—5 lutego 2002: Saturn Ramienskoje (ros. «Сатурн» Раменское)
- 6 lutego 2002—26 stycznia 2004: Saturn-REN TV Ramienskoje (ros. «Сатурн-REN TV» Раменское)
- Od 27 stycznia 2004: Saturn Ramienskoje (ros. «Сатурн» Раменское)

## Historia

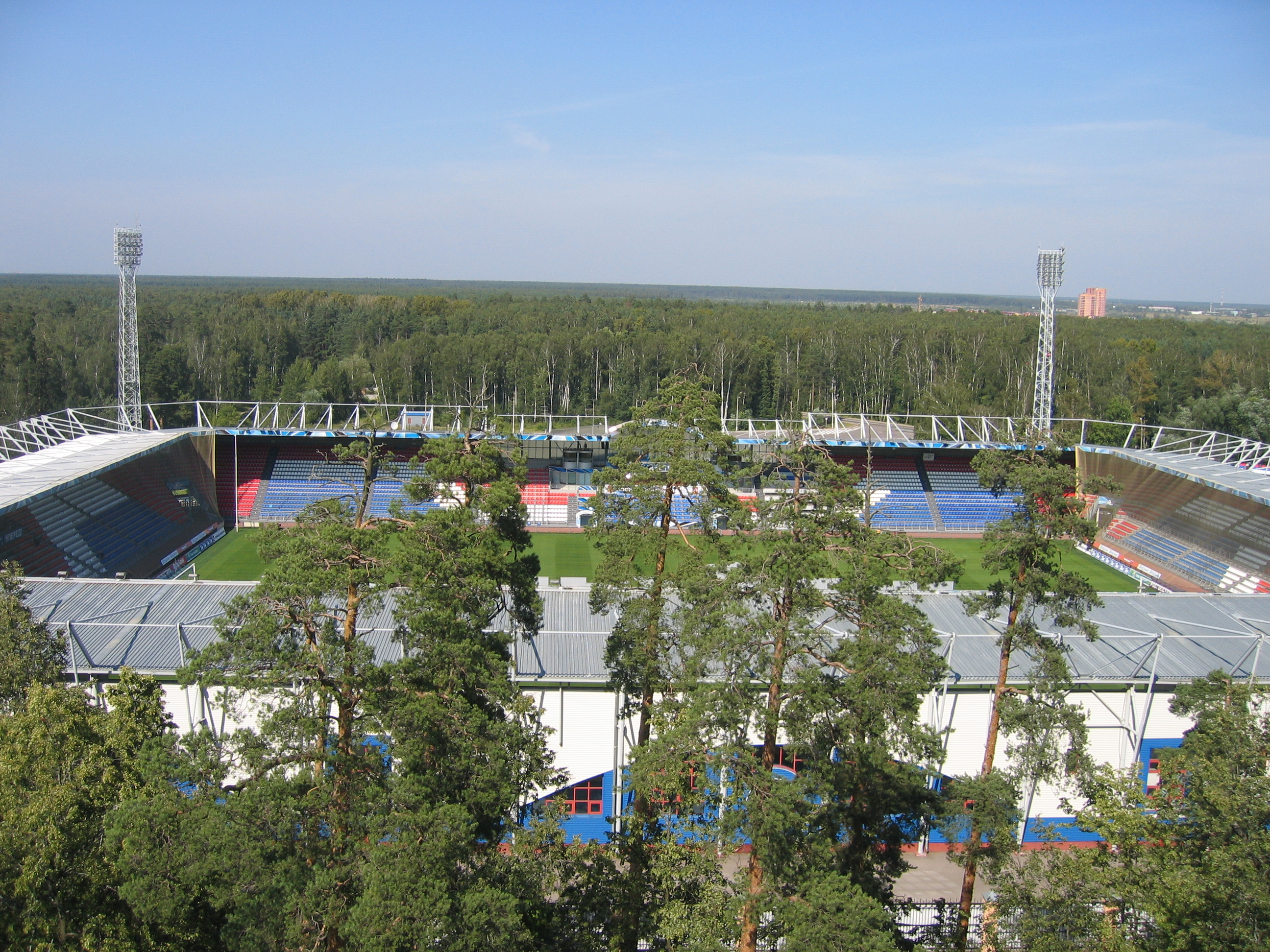
Stadion Saturn

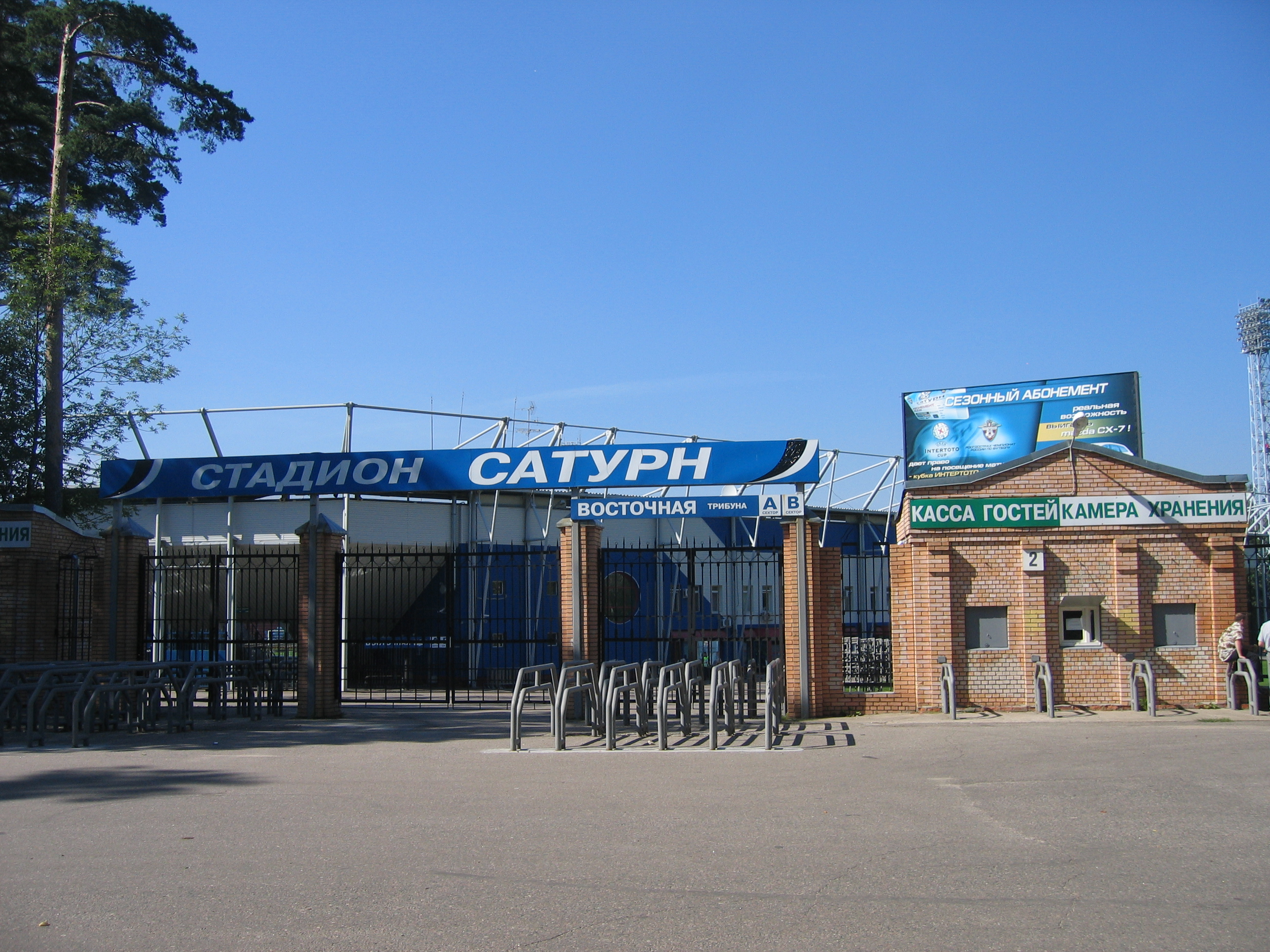
Wejście na Stadion Saturn

Drużyna piłkarska została założona w podmoskiewskiej miejscowości Ramienskoje w 1946 roku pod nazwą Komanda zawoda Paniel i reprezentowała miejscowy zakład "Panel". W 1951 klub zmienił nazwę na Krylja Sowietow (Skrzydła Rad), od 1957 nazywał się Trud, zaś od 1960 "Saturn".
W 1968 klub debiutował w Klasie B, grupie 1 Mistrzostw ZSRR i występował w niej dwa sezony. W 1970 po reorganizacji systemu lig ZSRR klub stracił miejsce w rozgrywkach profesjonalnych.
Dopiero w 1988 klub ponownie startował w Drugiej Lidze, grupie 1. W latach 1990–1991 występował w Drugiej Niższej Lidze.
W Mistrzostwach Rosji klub startował w Drugiej Lidze, grupie 3 i występował w niej do 1995, z wyjątkiem 1994, kiedy to zmagał się w Trzeciej Lidze, grupie 3. Od 1996 występował w Pierwszej Lidze.
W 1998 zwyciężył w Pierwszej Dywizji i awansował do Rosyjskiej Premier Ligi, w której występował do końca sezonu 2010.
W latach 2002–2004 nazywał się Saturn-REN TV (od nazwy sponsora).
W styczniu 2011 roku klub został oficjalnie rozwiązany i jego działalność zakończyła się w związku z długami sięgającymi około 800 mln  rubli rosyjskich. W 2014 zespół został reaktywowany, a obecnie występuje w rosyjskiej drugiej dywizji.

## Sukcesy
- 5 miejsce w Drugiej Lidze ZSRR, grupie 1: 1988
- 1/64 finału Pucharu ZSRR: 1990
- 5 miejsce w Rosyjskiej Premier Lidze: 2007
- 1/2 finału Pucharu Rosji: 2002, 2006

## Europejskie puchary
Legenda do wszystkich tabel:
- Q – runda eliminacyjna, 1/16, 1/8, 1/4, 1/2 – odpowiednia faza rozgrywek, Grupa – runda grupowa, 1r gr – pierwsza runda grupowa, 2r gr – druga runda grupowa, F – finał, R – runda, PO – play-off
- k. – rzuty karne, los. – losowanie, Dogr. – dogrywka, w. – zasada bramek strzelonych na wyjeździe

| Sezon | Rozgrywki        | Runda | Przeciwnik         | Dom | Wyjazd | Ogólnie    |
| ----- | ---------------- | ----- | ------------------ | --- | ------ | ---------- |
| 2008  | Puchar Intertoto | 2R    | Etzella Ettelbruck | 7–0 | 1–1    | 8–1        |
| 2008  | Puchar Intertoto | 3R    | VfB Stuttgart      | 1–0 | 0–3    | 1–3, Dogr. |